# Xorides propinquus
Xorides propinquus là một loài tò vò trong họ Ichneumonidae.